# الدبدوب بوم!
الدبدوب بوم! (الروسية: Плюшевый Бум!) هو فيلم رسوم متحركة روسي، أُنتِج عام 2021 بواسطة بطرسبرغ أنيمايشن ستوديو وأخرجه دينيس تشيرنوف وإيليا كوبريانوف. يقوم ببطولته أصوات ميخائيل خروستاليف، إيغور ياكوفيل، كسينيا برزيزوفسكايا، ألكسندرا بوريسوفا ويلينا شولمان.

## طاقم التمثيل
- ميخائيل خروستاليف بدور ماكس
- إيغور ياكوفيل بدور الدبدوب بوم
- كسينيا برزيزوفسكايا بدور بولينا
- ألكسندرا بوريسوفا بدور جوليا
- يلينا شولمان بدور إيفيلينا
- فلاديمير ماسلاكوف بدور الجد
- ماريانا كوسلوفا بدور دمية ممرضة

## الجوائز
تم ترشيح الفيلم لجائزة الإيكار لأفضل فيلم رسوم متحركة ولكن الجائزة ذهبت لفيلم وكالة مراقبة السحر السرّية.